# 單荊病毒綱
單荊病毒綱（学名：Monjiviricetes）为負核糖病毒門的一个纲。

## 下级分类
本纲包括以下目：
- 荆楚病毒目 Jingchuvirales
- 單股反鏈病毒目 Mononegavirales